# Max Hess (Turner)
Max Hess (* 29. Dezember 1877 in Coburg, Deutsches Kaiserreich; † 22. Juni 1969 in Philadelphia) war ein US-amerikanischer Kunstturner.

## Karriere
Hess wurde 1877 in Coburg geboren. In jungen Jahren verließ er das Deutsche Kaiserreich und immigrierte in die Vereinigten Staaten. Im Jahr 1904 nahm er an den Olympischen Spielen in St. Louis teil. Hier wurde er im Mannschaftsmehrkampf Olympiasieger. Im Einzelmehrkampf erreichte er Rang 31. Gleichzeitig nahm er folglich auch am Dreikampf sowie dem Turnerischen Dreikampf teil.
Neben dem Sport war er im Familienunternehmen Hess & Young tätig. Er war mit Clara Hierholzer verheiratet.